# کاران-کونکاس
کاران-کونکاس (انگلیسی: Karan-Kunkas) یک شهرک در شهرستان میاکینسکی استان باشقیرستان کشور روسیه است.